# Legião da Índia Livre
A Legião Indiana (em alemão:  Indische Legion), oficialmente Legião da Índia Livre (em alemão:  Legion Freies Indien) ou 950º Regimento de Infantaria (indiano) (em alemão:  Infanterie-Regiment 950 (indisches)), foi uma unidade militar criada durante a Segunda Guerra Mundial inicialmente como parte do Exército Alemão e mais tarde da Waffen-SS a partir de agosto de 1944. Originalmente destinada a servir como uma força para lutar pela independência da Índia britânica, era composta por prisioneiros de guerra indianos e expatriados na Europa. Devido às suas origens no movimento de independência da Índia, era conhecida também como a "Legião do Tigre" e "Azad Hind Fauj". Como parte da Waffen-SS, era conhecida como Legião Voluntária Indiana da Waffen-SS (em alemão:  Indische Freiwilligen Legion der Waffen-SS).
O líder da independência indiana, Subhas Chandra Bose, iniciou a formação da legião, como parte de seus esforços para conquistar a independência da Índia travando uma guerra contra a Grã-Bretanha, quando veio a Berlim em 1941 em busca de ajuda alemã. Os recrutas iniciais em 1941 eram voluntários dos estudantes indianos residentes na Alemanha na época e um punhado de prisioneiros de guerra indianos que haviam sido capturados durante a Campanha Norte-Africana. Mais tarde, atrairia um número maior de prisioneiros de guerra indianos como voluntários.
Embora tenha sido inicialmente criada como um grupo de assalto que formaria um desbravador para uma invasão conjunta germano-indiana das fronteiras ocidentais da Índia britânica, apenas um pequeno contingente foi colocado em seu propósito original. Um pequeno contingente, incluindo grande parte do corpo de oficiais indianos e liderança alistada, foi transferido para o Exército Nacional Indiano no Sudeste Asiático. A maioria das tropas da Legião Indiana recebeu apenas deveres não-combatentes na Holanda e na França até a invasão aliada. Eles viram ação na retirada do avanço aliado pela França, lutando principalmente contra a Resistência Francesa. Uma companhia foi enviada para a Itália em 1944, onde atuou contra tropas britânicas e polonesas e empreendeu operações antipartidárias.
Na época da rendição da Alemanha nazista em 1945, os homens restantes da Legião Indiana fizeram esforços para marchar para a Suíça neutra sobre os Alpes, mas esses esforços se mostraram inúteis, pois foram capturados por tropas americanas e francesas e, eventualmente, enviados de volta para a Índia para enfrentar acusações de traição. Após o alvoroço que os julgamentos dos indianos que serviram no Eixo causaram entre civis e militares da Índia britânica, os julgamentos dos membros da legião não foram concluídos.

## Histórico
A ideia de levantar uma força armada que lutaria até a Índia para derrubar o Raj britânico remonta à Primeira Guerra Mundial, quando o Partido Ghadar e a então nascente Liga da Independência Indiana formularam planos para iniciar uma rebelião no Exército da Índia Britânica a partir de Panjabe para Hong Kong com apoio alemão. Este plano falhou depois que a informação vazou para a inteligência britânica, mas somente depois de muitas tentativas de motim e um motim de 1915 das tropas indianas em Singapura. Durante a Segunda Guerra Mundial, todas as três principais Potências do Eixo procuraram apoiar atividades revolucionárias armadas na Índia e ajudaram no recrutamento de uma força militar de prisioneiros de guerra indianos capturados enquanto serviam no exército indiano britânico e expatriados indianos.
A força indiana mais notável e bem-sucedida para lutar com o Eixo foi o Exército Nacional Indiano no sudeste da Ásia, que surgiu com o apoio do Império Japonês em abril de 1942. A Itália fascista também criou o Batalhão Azad Hindustan (em italiano:  Battaglione Azad Hindoustan) em fevereiro de 1942. Esta unidade foi formada por prisioneiros de guerra indianos de seu campo de prisioneiros de guerra Centro I e italianos anteriormente residentes na Índia e na Pérsia e, finalmente, servido sob o Ragruppamento Centri Militari ao lado de unidades de árabes e italianos coloniais. No entanto, o esforço teve pouca aceitação dos indianos da unidade, que não desejavam servir sob oficiais italianos. Após a derrota italiana na Segunda Batalha de El Alamein, os indianos se amotinaram quando instruídos a lutar na Líbia. Consequentemente, os remanescentes do batalhão foram dissolvidos em novembro de 1942.
Embora o Congresso Nacional Indiano, a organização que lidera a luta pela independência indiana, tenha aprovado resoluções apoiando condicionalmente a luta contra o fascismo, alguma opinião pública indiana foi mais hostil à decisão unilateral da Grã-Bretanha de declarar a Índia beligerante do lado dos Aliados. Entre os líderes políticos indianos mais rebeldes da época estava Subhas Chandra Bose, um ex-presidente do INC, que era visto como uma ameaça poderosa o suficiente pelos britânicos para ser preso quando a guerra começou. Bose escapou da prisão domiciliar na Índia em janeiro de 1941 e atravessou o Afeganistão para a União Soviética, com alguma ajuda da inteligência militar alemã, a Abwehr . Bose, ideologicamente um comunista, estava inclinado à União Soviética em busca de ajuda.
Assim que chegou a Moscou, não recebeu o apoio soviético esperado para seus planos de uma revolta popular na Índia. Os soviéticos navegavam em uma complexa teia geopolítica e estratégica e não queriam romper nenhuma aliança potencial com os Aliados no caso de uma invasão alemã iminente. O embaixador alemão em Moscou, Conde von der Schulenberg, logo conseguiu que Bose fosse a Berlim . Ele chegou no início de abril de 1941, e se encontrou com o ministro das Relações Exteriores Joachim von Ribbentrop e depois Adolf Hitler. Em Berlim, Bose montou o Free India Center e a Azad Hind Radio, que começou a transmitir para os indianos em frequências de ondas curtas, alcançando dezenas de milhares de indianos que tinham o receptor necessário. Logo o objetivo de Bose tornou-se levantar um exército, que ele imaginou que marcharia para a Índia com forças alemãs e desencadearia a queda do Raj.

## Origem

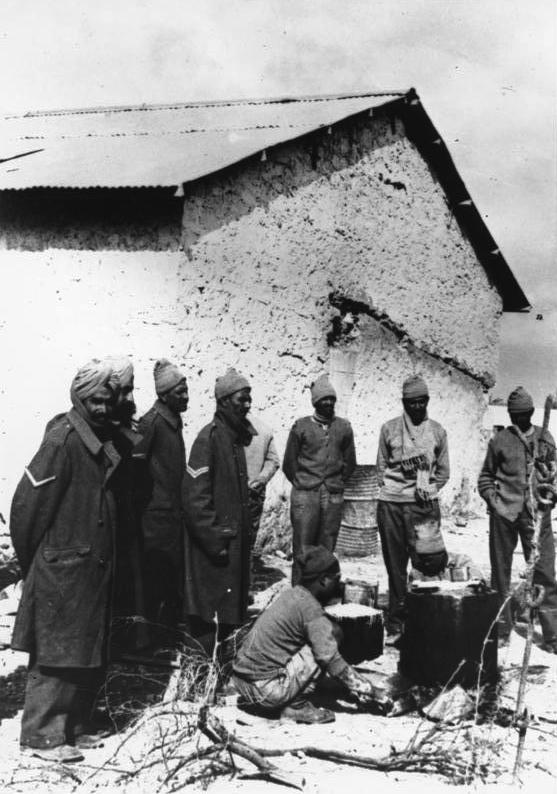
Prisioneiros de guerra indianos em Derna, Líbia, 1941.

As primeiras tropas da Legião Indiana foram recrutadas de prisioneiros de guerra indianos capturados em El Mekili, na Líbia, durante o Cerco de Tobruque. As forças alemãs no deserto ocidental selecionaram um grupo central de 27 prisioneiros de guerra como oficiais em potencial e foram levados para Berlim em maio de 1941, sendo seguidos, após o experimento Centro I, por prisioneiros de guerra sendo transferidos das forças italianas para a Alemanha. O número de prisioneiros de guerra transferidos para a Alemanha cresceu para cerca de 10.000, que acabaram sendo alojados no campo de Annaburg, onde Bose os encontrou pela primeira vez. Um primeiro grupo de 300 voluntários dos prisioneiros de guerra e indianos expatriados na Alemanha foi enviado ao campo de Frankenberg, perto de Chemnitz, para treinar e convencer os prisioneiros de guerra a se juntarem à legião.
À medida que o número de prisioneiros de guerra se juntando à legião aumentou, a legião foi transferida para Königsbrück para treinamento adicional. Foi em Königsbrück que os uniformes foram emitidos pela primeira vez, em alemão feldgrau com o emblema do tigre saltador de Azad Hind. A formação do Exército Nacional Indiano foi anunciada pelo Ministério da Propaganda Alemão em janeiro de 1942. No entanto, não prestou juramento até 26 de agosto de 1942, como Legião Freies Indien do Exército Alemão. Em maio de 1943, os números aumentaram, auxiliados pelo alistamento como voluntários de expatriados indianos.
No geral, havia cerca de 15.000 prisioneiros de guerra indianos na Europa, principalmente na Alemanha em 1943. Enquanto alguns permaneceram leais ao Rei-Imperador e trataram Bose e a Legião com desprezo, a maioria foi pelo menos um pouco simpática à causa de Bose. Enquanto aproximadamente 2.000 se tornaram legionários, alguns outros não completaram seu treinamento devido a vários motivos e circunstâncias. No total, o tamanho máximo da Legião era de 4.500.
Bose procurou e obteve o acordo do Alto Comando Alemão para os termos bastante notáveis pelos quais a Legião serviria nas forças armadas alemãs. Os soldados alemães treinariam os índios na mais estrita disciplina militar, em todos os ramos da infantaria no uso de armas e unidades motorizadas, da mesma forma que uma formação alemã era treinada; os legionários indianos não deveriam ser misturados com nenhuma estrutura alemã; eles não deveriam ser enviados para nenhuma frente a não ser na Índia para lutar contra os britânicos - mas teriam permissão para lutar em autodefesa em qualquer outro lugar; e, no entanto, em todos os outros aspectos, os legionários desfrutariam das mesmas facilidades e comodidades em relação ao pagamento, roupas, comida, licença etc., como os soldados alemães. Quanto aos eventuais desdobramentos da unidade na Holanda e na França, eles foram ostensivamente para fins de treinamento, de acordo com os planos de Bose para que a unidade fosse treinada em alguns aspectos da defesa costeira. Após a invasão da França pelos Aliados, a unidade foi ordenada de volta à Alemanha, para que não participasse da luta pelos interesses militares alemães.

## Organização

### Composição
O Exército da Índia Britânica organizou regimentos e unidades com base na religião e identidade regional ou de casta. Bose procurou acabar com essa prática e construir uma identidade indiana unificada entre os homens que lutariam pela independência. Consequentemente, a Legião Indiana foi organizada como unidades mistas para que muçulmanos, hindus e siques servissem lado a lado. Na época de sua formação no final de 1942, 59% dos homens da legião eram hindus, 25% muçulmanos, 14% siques e 2% outras religiões. Em relação ao Exército da Índia Britânica, havia mais hindus e siques e menos muçulmanos.
O sucesso da ideia de Bose de desenvolver uma identidade nacional unificada ficou evidente quando Heinrich Himmler propôs no final de 1943 (após a partida de Bose) que os soldados muçulmanos do IR 950 fossem recrutados para a nova Divisão Handschar . O comandante da sede da SS, Gottlob Berger, foi obrigado a salientar que enquanto os bósnios do "Handschar" se viam como pessoas de identidade europeia, os muçulmanos indianos se viam como indianos. Hitler, no entanto, mostrou pouco entusiasmo pelo IR 950, em um estágio insistindo que suas armas fossem entregues à recém-criada 18ª Divisão SS Horst Wessel, exclamando que "... a Legião Indiana é uma piada!"

### Uniforme e padrão
O uniforme emitido para a Legião Indiana era o uniforme padrão do Exército Alemão de feldgrau no inverno e cáqui no verão. Além disso, as tropas usavam no braço direito um distintivo de braço especialmente projetado na forma de um escudo com três listras horizontais de açafrão, branco e verde e com um tigre pulando na faixa branca do meio. A legenda Freies Indien foi inscrita em preto sobre um fundo branco acima do tricolor. Uma transferência de açafrão, branco e verde também foi usada no lado esquerdo de seus capacetes de aço, semelhante ao decalque preto, branco e vermelho que os soldados alemães usavam em seus capacetes. Sikhs na legião foram autorizados a usar um turbante como ditado por sua religião, em vez do chapéu de campo pontudo usual, de uma cor apropriada ao seu uniforme.
O padrão da Legião Indiana, apresentado como as cores da unidade no final de 1942 ou início de 1943, apresentava o mesmo design do emblema de braço anteriormente emitido para os homens da Legião. Consistia em faixas horizontais de açafrão, branco e verde, de cima para baixo, a faixa do meio branca era aproximadamente três vezes a largura das faixas coloridas. As palavras "Azad" e "Hind" em branco foram inscritas sobre as faixas verde e açafrão, respectivamente, e sobre a faixa branca do meio havia um tigre saltitante. Este é essencialmente o mesmo desenho que o governo Azad Hind mais tarde adotou como sua bandeira (embora evidências fotográficas mostrem que o Exército Nacional Indiano, pelo menos durante a Campanha da Birmânia, usou a bandeira Swaraj do INC).

### Condecorações
Em 1942, Bose instituiu várias medalhas e ordens de serviço a Azad Hind. Como era típico para as condecorações alemãs, espadas cruzadas foram adicionadas quando foram emitidas para ação em combate. Quase metade dos soldados da legião recebeu uma dessas condecorações.

### Estrutura e unidades
A Legião Indiana foi organizada como um regimento de infantaria do exército alemão padrão de três batalhões de quatro companhias cada, pelo menos inicialmente com oficiais comissionados exclusivamente alemães. Mais tarde foi referido como Panzergrenadier Regiment 950 (indische), indicando que a unidade foi parcialmente motorizada. Estava equipada com 81 veículos motorizados e 700 cavalos. Nesta estrutura, a legião passou a ser composta por:
- I. Bataillon – companhias de infantaria 1 a 4
- II. Bataillon – companhias de infantaria 5 a 8
- III. Bataillon – companhias de infantaria 9 a 12
- 13. Infanteriegeschütz Kompanie (companhia de infantaria - armada com seis leichtes de 7,5 cm Infanteriegeschütz 18)
- 14. Panzerjäger Kompanie (companhia antitanque - armada com seis Panzerabwehrkanone)
- 15. Pionier Kompanie (companhia de engenharia)
- Ehrenwachkompanie (companhia de guarda de honra)

Também incluiu hospital, treinamento e equipe de manutenção.

## Operações

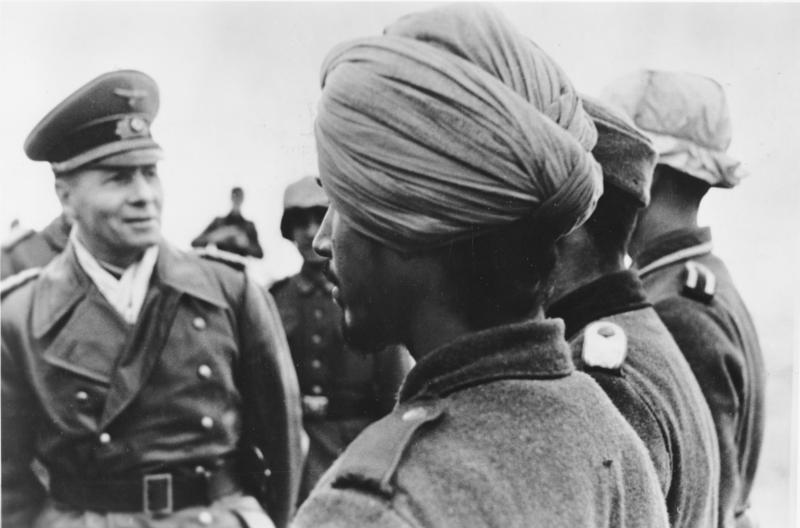
Marechal de campo Erwin Rommel inspecionando uma unidade da Legião Indiana na Muralha do Atlântico na França, 10 de fevereiro de 1944.

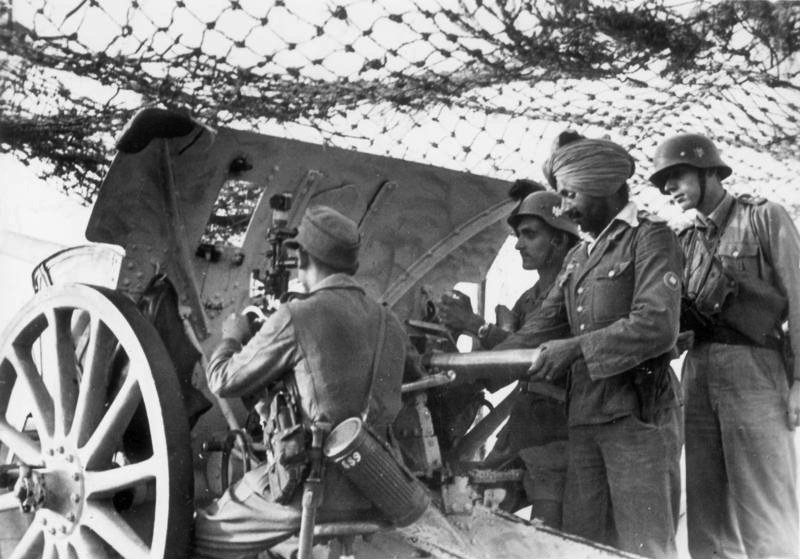
Atirando em alvos marítimos da Muralha do Atlântico na França, fevereiro de 1944.

É duvidoso que Subhas Chandra Bose imaginasse que a Legião da Índia Livre seria um exército suficiente ou forte o suficiente para conduzir uma campanha eficaz através da Pérsia até a Índia por conta própria. Em vez disso, o IR 950 se tornaria um desbravador, precedendo uma força indo-alemã maior em uma campanha caucasiana nas fronteiras ocidentais da Índia britânica, que encorajaria o ressentimento público do Raj e incitaria o Exército da Índia Britânica à revolta.
Após a derrota alemã na Europa em Stalingrado e no norte da África em El Alamein, ficou claro que um ataque do Eixo pela Pérsia ou mesmo pela União Soviética era improvável. Enquanto isso, Bose viajou para o Extremo Oriente, onde o Exército Nacional Indiano foi capaz de enfrentar os Aliados ao lado do Exército Japonês na Birmânia e, finalmente, no nordeste da Índia. O Alto Comando Naval Alemão neste momento tomou a decisão de transferir grande parte da liderança e um segmento da Legião da Índia Livre para o sul da Ásia e em 21 de janeiro, eles foram formalmente incorporados ao Exército Nacional Indiano. A maioria das tropas da Legião Indiana, no entanto, permaneceu na Europa durante a guerra e nunca foi utilizada em seu papel originalmente planejado.
Adrian Weale escreveu que cerca de 100 membros da Legião Indiana foram lançados de pára-quedas no leste da Pérsia em janeiro de 1942 com a tarefa de se infiltrar na Província do Baluchistão como Operação Bajadere. No entanto, Adrian O'Sullivan descreveu tal operação como sendo "mítica", pois era logisticamente impossível, e nenhuma evidência documental demonstra que isso aconteceu.

### Holanda e França

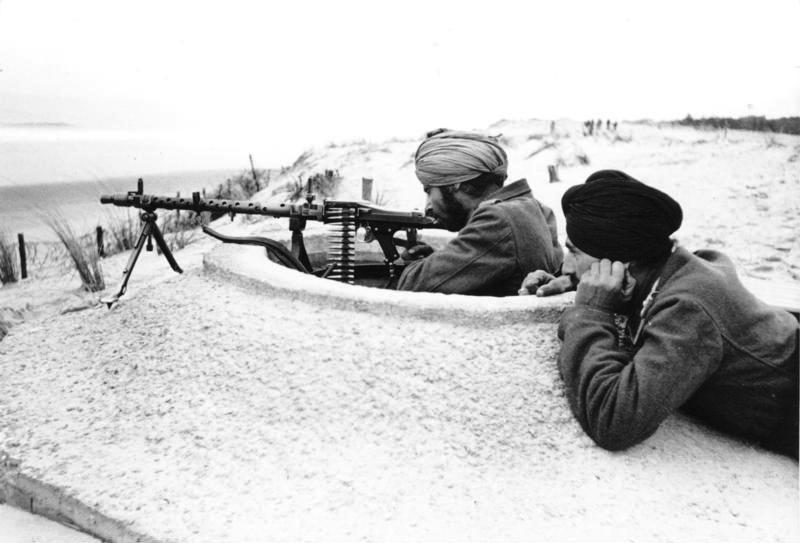
Tropas da Legião Indiana na Muralha do Atlântico perto de Bordeaux, França, março de 1944.

A legião foi transferida para a Zelândia na Holanda em abril de 1943 como parte da Muralha do Atlântico e depois para a França em setembro de 1943, anexada à 344ª Divisão de Infantaria e mais tarde à 159ª Divisão de Infantaria da Wehrmacht. De Beverloo, na Bélgica, o 1º Batalhão foi transferido para Zandvoort em maio de 1943, onde permaneceu até ser dispensado pela Legião Georgiana em agosto. Em setembro de 1943, o batalhão foi implantado na costa atlântica de Bordéus, no Golfo da Biscaia. O 2º Batalhão mudou-se de Beverloo para a ilha de Texel em maio de 1943 e lá permaneceu até ser dispensado em setembro daquele ano. A partir daqui, foi implantado em Les Sables-d'Olonne, na França. O 3º Batalhão permaneceu em Oldebroek como Corpo de Reserva até o final de setembro de 1943, onde ganhou uma reputação "selvagem e repugnante" entre os habitantes locais.

### Transferência para aWaffen-SS
A legião estava estacionada no Lacanau (perto de Bordéus) na época dos desembarques na Normandia, e permaneceu lá por até dois meses após o  Dia D. Em julho de 1944, a legião foi encarregada de suprimir a resistência francesa e capturar civis para fins de trabalho forçado. Enquanto reprimia a resistência francesa em agosto de 1944, 25 legionários desertaram para a resistência francesa. Apesar da promessa de que seriam entregues às Forças Aliadas, o grupo de legionários foi executado por elementos anarquistas da Resistência Francesa. Em 8 de agosto de 1944, Himmler autorizou que seu controle fosse transferido para a Waffen-SS, assim como todas as outras unidades voluntárias estrangeiras do exército alemão. A unidade foi renomeada Indische Freiwilligen Legion der Waffen-SS. O comando da legião foi rapidamente transferido do Obersturmbannführer Kurt Krapp para o Oberführer Heinz Bertling. O pessoal indiano percebeu que uma mudança de comando estava próxima e começou a reclamar. Observando que ele não era "procurado", Bertling logo concordou em ser dispensado do comando.
Em 15 de agosto, a unidade saiu de Lacanau para retornar à Alemanha. Foi na segunda etapa desta jornada, de Poitiers a Châteauroux, que sofreu sua primeira baixa em combate (o tenente Ali Khan) enquanto enfrentava forças regulares francesas na cidade de Dun. A unidade também se envolveu com blindados aliados em Nuits-Saint-Georges enquanto recuava através do Loire até Dijon. Foi regularmente assediado pela Resistência Francesa, sofrendo mais duas baixas (Tenente Kalu Ram e Capitão Mela Ram). A unidade mudou-se de Remiremont através da Alsácia para Camp Heuberg na Alemanha no inverno de 1944, onde permaneceu até março de 1945.

### Itália
A 9ª Companhia da Legião (do 2º Batalhão) também entrou em ação na Itália. Tendo sido implantado na primavera de 1944, enfrentou o V Corpo britânico e o II Corpo polonês antes de ser retirado da frente para ser usado em operações anti-partidárias . Ele se rendeu às forças aliadas em abril de 1945, ainda na Itália.

### Fim da Legião
Com a iminente derrota do Terceiro Reich em maio de 1945, o restante da Legião Indiana estacionada na Alemanha buscou refúgio na neutra Suíça. Eles empreenderam uma desesperada marcha de 2.6 km ao longo das margens do Lago Constança, tentando entrar na Suíça através das passagens alpinas. No entanto, isso não teve sucesso e a legião foi capturada pelas forças americanas e francesas e entregue às forças britânicas e indianas na Europa. Há alguma evidência de que algumas dessas tropas indianas foram baleadas por tropas marroquinas francesas na cidade de Immenstadt após sua captura, antes que pudessem ser entregues às forças britânicas. As tropas capturadas seriam posteriormente enviadas de volta para a Índia, onde vários seriam julgados por traição.

## Legado
A associação integral da Legião da Índia Livre com a Alemanha nazista e as outras potências do Eixo significa que seu legado é visto sob dois pontos de vista, à semelhança de outros movimentos nacionalistas que se alinharam com a Alemanha durante a guerra, como o movimento russo Vlasov. Um ponto de vista o vê como uma unidade colaboracionista do Terceiro Reich; o outro vê isso como a realização de um exército de libertação para lutar contra o Raj britânico.
Ao contrário do Exército Nacional Indiano, concebido com a mesma doutrina, encontrou pouca exposição desde o fim da guerra, mesmo na Índia independente. Isso porque estava muito distante da Índia, ao contrário da Birmânia, e porque a Legião era muito menor que o INA e não estava engajada em seu papel originalmente concebido. Os planos de Bose para a Legião, e até mesmo o INA, eram grandiosos demais para sua capacidade militar e seu destino estava muito fortemente ligado ao das potências do Eixo. Olhando para o legado de Azad Hind, no entanto, os historiadores consideram as ações militares e políticas de ambos os movimentos (dos quais a Legião foi um dos primeiros elementos e parte integrante dos planos de Bose) e o efeito indireto que eles tiveram sobre o eventos da época.
Nas histórias alemãs da Segunda Guerra Mundial, a Legião é menos notada do que outras unidades voluntárias estrangeiras. O cineasta e autor Merle Kröger, no entanto, fez o romance de mistério de 2003 Cut! sobre soldados da Legião na França. Ela disse que os achava um excelente tema para um mistério, porque quase nenhum alemão tinha ouvido falar dos índios que se voluntariaram para o exército alemão. O único filme indiano a mencionar a Legião é a produção de Bollywood de 2011 Dear Friend Hitler, que retrata a tentativa de fuga da Legião para a Suíça e suas consequências.

### Percepções como colaboradores
Ao considerar a história da Legião da Índia Livre, o aspecto mais controverso é sua ligação integral com a Alemanha nazista, com uma percepção generalizada de que eram colaboradores da Alemanha nazista em virtude de seu uniforme, juramento e campo de operação. As opiniões do fundador e líder do movimento Azad Hind, Subhas Chandra Bose, eram um pouco mais sutis do que o apoio direto ao Eixo. Durante a década de 1930, Bose organizou e liderou marchas de protesto contra o imperialismo japonês e escreveu um artigo atacando o imperialismo japonês, embora expressando admiração por outros aspectos do regime japonês. A correspondência de Bose anterior a 1939 também mostrava sua profunda desaprovação às práticas racistas e à anulação das instituições democráticas pelos nazistas. Ele, no entanto, expressou admiração pelos métodos autoritários que viu na Itália e na Alemanha durante a década de 1930 e pensou que eles poderiam ser usados na construção de uma Índia independente.
A visão de Bose não era necessariamente compartilhada pelos homens da Legião da Índia Livre, e eles não eram totalmente partidários da ideologia nazista ou em colaboração com a máquina nazista. Os voluntários da Legião não eram meramente motivados pela chance de escapar da prisão e ganhar dinheiro. De fato, quando os primeiros prisioneiros de guerra foram trazidos para Annaburg e se encontraram com Subhas Chandra Bose, houve uma hostilidade marcada e aberta em relação a ele como um fantoche da propaganda nazista. Uma vez que os esforços e pontos de vista de Bose ganharam mais simpatia, uma pergunta persistente entre os prisioneiros de guerra era 'Como o legionário ficaria em relação ao soldado alemão?'. Os índios não estavam preparados para simplesmente lutar pelos interesses da Alemanha, depois de abandonar seu juramento ao Rei-Imperador. O Free India Centre - encarregado da legião após a partida de Bose - enfrentou várias queixas dos legionários. A principal era que Bose os havia abandonado e os deixado inteiramente nas mãos dos alemães, e uma percepção de que a Wehrmacht agora iria usá-los na Frente Ocidental em vez de enviá-los para lutar pela independência.
A atitude dos soldados da Legião era semelhante à do italiano Battaglione Azad Hindoustan, que tinha uma lealdade duvidosa à causa do Eixo - foi dissolvida após um motim. Em um caso, imediatamente antes da primeira implantação da Legião na Holanda em abril de 1943, após a partida do 1º Batalhão de Königsbrück, duas empresas do 2º Batalhão se recusaram a se mover até serem convencidas pelos líderes indianos. Mesmo na Ásia, onde o Exército Nacional Indiano era muito maior e lutava diretamente contra os britânicos, Bose enfrentou obstáculos semelhantes no início. Tudo isso mostra que muitos dos homens nunca possuíram lealdade à causa ou ideologia nazista; a motivação dos homens da Legião era lutar pela independência da Índia. A unidade supostamente participou de atrocidades, especialmente na região de Médoc em julho de 1944, e na região de Ruffec, incluindo estupros e assassinatos de crianças e o departamento de Indre durante sua retirada, além disso, alguns elementos da unidade realizaram operações antipartidárias na Itália.

### Papel na independência da Índia
No entanto, em termos políticos, Bose pode ter sido bem-sucedido, devido a eventos ocorridos na Índia após a guerra. Após a guerra, os soldados e oficiais da Legião da Índia Livre foram levados como prisioneiros para a Índia, onde deveriam ser julgados em cortes marciais junto com os índios que estavam no INA. Suas histórias foram vistas como tão inflamatórias que, temendo revoltas e revoltas em massa em todo o império, o governo britânico proibiu a BBC de transmitir sobre eles após a guerra. Não se sabe muito sobre quaisquer acusações feitas contra os soldados da Legião da Índia Livre, mas os julgamentos do Exército Nacional Indiano que foram iniciados tiveram as sentenças emitidas comutadas ou as acusações retiradas, após protestos generalizados e vários motins.
Como condição de independência prontamente aceita pelo INC, os membros da Legião da Índia Livre e do INA não foram autorizados a servir nas forças armadas indianas pós-independência, mas todos foram libertados antes da independência. Uma vez que as histórias chegaram ao público, houve uma reviravolta na percepção do movimento Azad Hind de traidores e colaboradores para patriotas. Embora as autoridades esperassem melhorar o moral de suas tropas processando os voluntários de Azad Hind, elas apenas contribuíram para o sentimento entre muitos membros das forças armadas de que estavam do lado errado durante a guerra. De acordo com o historiador Michael Edwardes, a "INA e a Legião da Índia Livre ofuscaram assim a conferência que levaria à independência, realizada no mesmo Forte Vermelho dos julgamentos".
Inspirado em grande parte pelas histórias dos soldados no julgamento, o motim eclodiu na Marinha Real Indiana e recebeu amplo apoio público. Enquanto as tropas que lutavam pelos Aliados estavam sendo desmobilizadas, o motim da Marinha foi seguido por motins menores na Força Aérea Real da Índia e um motim no Exército Indiano que foi reprimido pela força. No rescaldo dos motins, o resumo semanal de inteligência emitido em 25 de março de 1946 admitiu que os militares indianos não eram mais confiáveis e, para o Exército, "apenas estimativas diárias de estabilidade podiam ser feitas". Não se podia confiar nas forças armadas para suprimir a agitação como antes, e com base nas experiências da Legião da Índia Livre e do INA, suas ações não podiam ser previstas a partir de seu juramento ao Rei-Imperador.
Refletindo sobre os fatores que orientaram a decisão britânica de abandonar seu domínio na Índia, Clement Attlee, então primeiro-ministro britânico, citou como a razão mais importante a percepção de que as forças armadas indianas podem não sustentar o Raj. Embora o governo britânico tenha prometido conceder status de domínio à Índia no final da guerra, as opiniões mantidas pelos oficiais britânicos após a guerra mostram  que, embora militarmente um fracasso, os índios que lutaram pelo Eixo provavelmente aceleraram a independência indiana.